# 消費貸借
消費貸借（しょうひたいしゃく）とは、当事者の一方（借主）が種類、品質及び数量の同じ物をもって返還をすることを約して相手方（貸主）から金銭その他の物を受け取ることを内容とする契約（民法第587条）。また、当事者の一方が金銭その他の物を引き渡すことを約し、相手方がその受け取った物と種類、品質及び数量の同じ物をもって返還をすることを約することを内容とする契約（民法第587条の2）。2017年改正の民法（2020年4月1日法律施行）で目的物の引渡しを要件とする従来の要物契約の消費貸借（民法第587条）を維持しつつ、諾成契約である書面でする消費貸借（民法第587条の2）が新設された。日本の民法では典型契約の一種とされる。
- 日本の民法は、以下で条数のみ記載する。

## 概説

### 消費貸借の意義
民法に規定される消費貸借は、原則として当事者の一方（借主）が種類、品質及び数量が同じ物をもって返還をなすことを約して相手方（貸主）より金銭その他の物を受け取ることを内容とする要物・無償・片務契約である（587条）。ただし、2017年改正の民法（2020年4月1日法律施行）で新設された書面でする消費貸借は、当事者の一方が金銭その他の物を引き渡すことを約し、相手方がその受け取った物と種類、品質及び数量の同じ物をもって返還をすることを約することによって、その効力を生ずるとされる諾成契約（諾成的消費貸借）である（587条の2第1項）。いずれの場合も利息付とする特約があるときは有償契約となる。利息は特約により付されるが利息制限法等の規制を受け、利息付だが利率を定めなかった場合には法定利率による。2017年改正の民法（2020年4月1日法律施行）で法定利率は年3%とされ（変動制導入時の法定利率。404条2項）、3年ごとに法定利率を見直す変動制が導入された。
消費貸借の目的物は消費物である（物の分類（消費物と非消費物）については物 (法律)#物の分類も参照）。目的物としては米や酒などでもよいが、実際には金銭を目的物とする金銭消費貸借がほとんどである。
消費貸借は使用貸借や賃貸借と同じく貸借型契約（使用許与契約）に分類される。また、消費寄託には消費貸借との類似性があることから原則として消費貸借の規定が準用される（666条）。ただし、類型的には以下のような相違点がある。
- 使用貸借・賃貸借との相違点
消費貸借は借りた物それ自体は借主が消費することが予定され、返還するのはこれと同種の物とされているのに対し、使用貸借や賃貸借は借りた物それ自体を返還することが予定されている点が異なる。
なお、賃貸借の場合には目的物の所有権の移転はなく、貸主には目的物を使用収益をさせる義務が生じる。これに対して、消費貸借の場合には目的物の所有権が移転し、消費貸借契約が成立して借主の下に所有権が移転した以上、もはや貸主に目的物を使用収益させる義務を認める余地はない[6]。
- 消費寄託との相違点
消費貸借は借りた物を利用するという借主（目的物返還義務者）の必要性が契約締結の主たる動機であるのに対して、消費寄託は寄託物を保管させるという寄託者（目的物返還権利者）の必要性が契約締結の主たる動機である点が異なる。このため、返還の時期を定めない消費貸借では貸主は相当の期間を定めて返還の催告をなさないと返還を請求することができないのに対して（591条）、消費寄託では寄託者はいつでも返還を請求することができる（666条）。

### 消費貸借の性質
- 無償契約
  - 原則
消費貸借契約は原則として無償契約である（無償消費貸借）。2017年改正の民法（2020年4月1日法律施行）で、貸主は、特約がなければ、借主に対して利息を請求することができないと明文化された（589条1項）[2]。
  - 特約による利息付消費貸借
特約により貸主が利息を受け取る場合（利息付消費貸借）には有償契約となり（有償消費貸借）、現実に利用されるのは利息付消費貸借契約（有償消費貸借）がほとんどである[7]。金銭消費貸借に伴う利息の利率については利息制限法、貸金業法、出資の受入れ、預り金及び金利等の取締りに関する法律（出資法）、臨時金利調整法などの規制を受ける[8]。
なお、商人間の消費貸借では常に有償契約となる（商法513条第1項）[6]。
- 要物契約・諾成契約
  - 民法第587条による消費貸借
    - 民法第587条の消費貸借は使用貸借や消費寄託と同じく要物契約である（民法第587条の「物を受け取ることによって」の文言）。
    - 消費貸借が要物契約であることはローマ法以来の沿革的な理由による[3][9]。消費貸借が要物契約とされる現代的な意義として、諾成契約とすると目的物の交付を受け取っていない借主側に返還義務のみが生ずることになるという点を挙げる学説もあるが、このような場合には借主側に抗弁権を認めて返還請求を排除することで足りるとする批判もあった[10]。

  - 民法第587条の2による消費貸借（諾成的消費貸借、書面でする消費貸借）
    - 2017年改正前の民法でも、少なくとも有償消費貸借については諾成的消費貸借を認めてよいとされ、その場合には双務契約となるとされていた[6]。
    - 2017年改正の民法（2020年4月1日法律施行）は従来の要物契約の消費貸借（民法第587条）を存置しつつ、諾成契約である書面（または電磁的記録）でする消費貸借（民法第587条の2）を新設した[1][2]。
- 片務契約・双務契約
  - 消費貸借は要物契約の場合は片務契約である。貸主は一定の担保責任（590条）を負うにすぎない。
  - 諾成契約である書面でする消費貸借は双務契約となる（貸主は目的物を交付する（貸す）債務を負う）。諾成的消費貸借については通常の消費貸借と同様に貸主の貸す債務と借主の返済債務が同時履行の関係に立つわけではないため典型的な双務契約とは異質な側面を有するとされる[6]。

## 消費貸借の成立

### 民法第587条による消費貸借
民法第587条による消費貸借は、当事者の合意だけでは成立せず、貸主から借主に対し金銭等が実際に交付されなければ成立しない。簡易の引渡しや占有改定でもよい。

### 民法第587条の2による消費貸借
2017年改正の民法（2020年4月1日法律施行）は書面（または電磁的記録）ですることを条件とする諾成契約（諾成的消費貸借）の消費貸借（民法第587条の2）を新設した。

#### 要物性の緩和
民法の一部を改正する法律（平成29年法律第44号）による改正前の旧法下においても、消費貸借の要物性は一定の範囲で緩和されていた（諾成的消費貸借）。
- 目的物の交付
金銭消費貸借契約において現金の交付と同視しうる利益が借主に与えられたとみられる場合には消費貸借契約は成立する（通説・判例）[12]。判例によれば国庫債券（大判明44・11・9民録17輯648頁）、預金通帳と届出印鑑（大判大11・10・25民集1巻621頁）、約束手形（大判大14・9・24民集4巻470頁）の交付があった場合にも消費貸借契約を成立させる[12][13]。
- 抵当権の設定
金銭消費貸借契約の現金授受前に担保として抵当権が設定されることがあり、消費貸借が要物契約であること、また、抵当権の付従性の点から問題となる。判例によれば、このような場合にも消費貸借契約は成立する（判例として大判明38・12・6民録11輯1653頁、大判大2・5・8民録19輯312頁）。この点は一般には抵当権の付従性の緩和として捉えられる[12][14]。
- 公正証書の成立
金銭消費貸借契約の公正証書が現金授受前に作成されることがあり、消費貸借が要物契約であることから問題となる。判例によれば、このような場合にも実際の消費貸借契約は成立するとし、金銭授受のあった時点から公正証書の効力は生じ、記載については金銭授受時に生じた債務関係を示したものと解される（判例。大決昭8・3・6民集12巻3250号、大判昭11・6・16民集15巻1125頁）[12][13]。
- 交付の相手方
消費貸借は貸主が借主ではなく借主の債権者に金銭を交付して成立することがあり（大判昭11・6・16民集15巻1125頁）、このような形式は住宅ローンで取られる（金融機関が住宅購入者の債権者となる住宅販売者に金銭を交付する場合）[3][15]。

#### 2017年改正の趣旨
2017年改正の民法（2020年4月1日法律施行）は諾成的消費貸借として書面でする消費貸借（民法第587条の2）を認めた。
「書面」が要件とされた理由は要物契約たる消費貸借と区別しつつ、軽率に契約が締結されることを防ぐためである。そのため旧法の解釈とは異なり新法では書面によらない諾成的消費貸借は効力を持たないとみられている。「書面」は電子メール等の電磁的記録でもよい（民法第587条の2第4項）。
なお、2017年の改正前の旧589条は当事者の一方に破産手続開始決定があった場合に消費貸借の予約は効力を失うという規定があった。しかし、2017年改正の民法（2020年4月1日法律施行）では書面でする消費貸借は、借主が貸主から金銭その他の物を受け取る前に当事者の一方が破産手続開始の決定を受けたときは、その効力を失うとされたため（587条の2第3項）、旧589条の規定は必要性に乏しくなり削除された。旧589条は消費貸借の予約を認める前提となる規定だったが、改正後も消費貸借の予約は契約自由の原則から可能とされ諾成的消費貸借の規律が類推適用される。

## 消費貸借の効力

### 貸主の義務
貸主は担保責任を負う（590条）。
- 無利息の消費貸借には贈与者の担保責任の規定（551条）が準用される（590条1項）[2]。
- 利息の有無にかかわらず、貸主から引き渡された物が種類又は品質に関して契約の内容に適合しないものであるときは、借主は、その物の価額を返還することができる（590条2項）[2]。

### 借主の義務
- 目的物返還義務
  - 返還時期を定めた場合
    - 借主側からは期限の利益の放棄によりいつでも返還しうるが（136条1項・2項本文）、利息付消費貸借の場合には期限までの利息を支払う必要がある（136条2項但書）。
    - 貸主側からは借主が期限の利益を放棄あるいは喪失しない限り返還請求できない（136条1項）。

  - 返還時期を定めなかった場合
    - 借主側からはいつでも返還しうる（591条2項）。ただし、借主が返還時期の前に返還をしたことによって貸主が損害を受けたときは、借主に対し、その賠償を請求することができる（591条3項）[2]。591条3項は2017年改正の民法（2020年4月1日法律施行）で新設された規定で、貸主の損害は原則的に履行利益ではない（特に金融業者では調達資金の他への転用によって基本的に損害は発生し難い）と解されるため、約定期限までの利息相当額を当然に損害とするのではなく、資金調達コスト等の積極損害について算定すべきとされている[1]。
    - 貸主側からは相当期間を定めて返還の催告をすることができる（591条1項）。相当期間を定めずに催告した場合でも、支払準備に必要な相当期間が経過したとみられる時から遅滞の責任を負う（大判昭5・1・29民集9巻97頁）[16]。

  - 価額償還義務

借主が貸主から受け取った物と種類、品質及び数量の同じ物をもっての返還が不能となったときは、その時における物の価額を償還しなければならない（592条本文）。ただし、402条第2項に規定する場合すなわち金銭（通貨）を目的物としている場合に当該通貨が強制通用力を失った場合には他の通貨による（592条但書）。
- 利息支払義務
利息の特約があるとき（有償消費貸借）は、貸主は、借主が金銭その他の物を受け取った日以後の利息を請求することができる（589条2項）。2017年改正の民法（2020年4月1日法律施行）で、元本受領の日以後の利息を請求できるとする判例法理が明文化された[2]。なお、前述のように商人間の金銭消費貸借は特約がない場合であっても法定利息を請求できることとされている（513条）。

## 準消費貸借
金銭その他の物を給付する義務を負う者がある場合において、当事者がその物をもって消費貸借の目的となすことを約したときは、消費貸借が成立したものとみなされる（588条）。これを準消費貸借（じゅんしょうひたいしゃく）という。典型例としては、AがBに商品を現実に引き渡し、BがAに商品の代金を支払ってない状態で、AとBの新たな合意によりAがBに商品代金相当の金銭を消費貸借した事とする契約である。
準消費貸借は、当事者間で従前の契約による義務の内容が不明確になったり、複数の契約がなされて債権債務関係が複雑になったような場合に、債権債務関係を整理して明確にするために行われることが多い。
2017年の改正前の588条は「消費貸借によらないで」給付義務を負う者がある場合とするが、複数の金銭債務を一本化する場合のように、消費貸借によるものでもよいと解されていた。2017年改正の民法（2020年4月1日法律施行）は判例法理を明文化し「消費貸借によらないで」の文言を削除した。